# Брус Гробелар
Брус Гробелар (енгл. Bruce Grobbelaar; Дурбан, 6. октобар 1957) je зимбабвеански фудбалски тренер и бивши професионални фудбалски голман.